# Калькальпен
Калькальпен (нім. Nationalpark Kalkalpen) — національний парк в Австрії. Був створений у 1997 році з метою збереження лісових масивів, розташованих у Верхній Австрії на південь від міста Штайр. Площа Калькальпена становить 21000 га.

## Характеристика
Лісові масиви — найцінніший природний комплекс на даній території. Тут збереглися праліси на чималій площі. На території національного парку розташовано близько 30 типів лісу з лісовими породами ялини, ялиці і бука. Ліси сьогодні займають майже половину площі парку.
В основі паркового рельєфу також численні струмки, альпійські луки, пасовища і джерела. Джерел у Калькальпені близько 800, бурхливі гірські потоки сприяли утворенню карстових печер — це новий тип рельєфу для даної місцевості.

## Флора
Флора парку дуже багата і різноманітна, тут є рідкісні види папоротей і мохів, величезна кількість квіткових рослин, 60 із яких включені до списку захисту природи і 102 види визнані рідкісними.

## Фауна
Метеликів у всьому світі стає з кожним днем все менше через знищення середовища їхнього проживання, але це не стосується національного парку Калькальпен — на його території мешкає 1600 видів лускокрилих. Символом парку є сова, оскільки цей вид хижих птахів у парку досить поширений.
Серед представників великої фауни — бурі ведмеді, рисі. Можна тут зустріти і рідкісних копитних — сарну, козуль, оленів, а також глухарів, саламандру альпійську — дуже рідкісне земноводне. Адміністрація парку докладає зусиль до відновлення поголів'я рідкісних домашніх тварин — корів мурбоденер і норікських коней.

## Туризм
Перед відвідувачами парку Калькальпен відкривається широкий вибір для дослідження місцевості, прогулянок і подорожей — можна вирушити на екскурсію в карстові печери, на велосипедну, кінну або пішу прогулянку. Якщо пощастить, можна побачити рідкісного птаха або тварину, але навіть якщо ви й не зустрінете нікого з представників рідкісної фауни, прогулянка лісом, споглядання природної краси — квітів, джерел, справляє незабутнє враження.